# Raspailia bifurcata
Raspailia bifurcata är en svampdjursart som beskrevs av Ridley 1884. Raspailia bifurcata ingår i släktet Raspailia och familjen Raspailiidae.
Artens utbredningsområde är havet kring Australien. Inga underarter finns listade i Catalogue of Life.